# Lester Lescay
Lester Alcides Lescay Gay (* 15. Oktober 2001 in Santiago de Cuba) ist ein kubanischer Leichtathlet, der sich auf den Weitsprung spezialisiert hat.

## Sportliche Laufbahn
Lester Lescay sammelte 2016 erste Erfahrung in Weitsprungwettkämpfen gegen die nationale Konkurrenz und brachte es auf eine Bestweite von 7,18 m. 2017 qualifizierte er sich für die U18-Weltmeisterschaften in Nairobi. Dabei zog er in das Finale ein und gewann darin mit neuer Bestleistung von 7,79 m die Silbermedaille. 2018 übertraf er im Juni erstmals die Acht-Meter-Marke in einem Wettkampf. Ende des Monats gewann er die Silbermedaille bei den Kubanischen U20-Meisterschaften. Anfang Juli nahm er in Tampere an den U20-Weltmeisterschaften teil, verpasste mit 7,36 m allerdings den Einzug in das Finale. Im Oktober trat er in Buenos Aires bei den Olympischen Jugendspielen an und konnte im Finale mit einem Sprung auf 7,89 m die Goldmedaille gewinnen. 2019 siegte Lescay bei den Kubanischen U20-Meisterschaften. 
Im Februar 2020 steigerte er seine Bestleistung auf 8,28 m. Damit ist er für die Olympischen Sommerspiele in Tokio qualifiziert. Dort ging er Ende Juli an den Start, kam in der Qualifikation allerdings nicht über 7,69 m hinaus, wodurch er einen der hinteren Plätze belegte.
Im März 2022, als er sich in Spanien zu einem Wettbewerb aufhielt, verließ er die kubanische Delegation.

## Wichtige Wettbewerbe
| Jahr             | Veranstaltung           | Ort              | Platz            | Disziplin        | Weite            |
| Startet für Kuba | Startet für Kuba        | Startet für Kuba | Startet für Kuba | Startet für Kuba | Startet für Kuba |
| ---------------- | ----------------------- | ---------------- | ---------------- | ---------------- | ---------------- |
| 2017             | U18-Weltmeisterschaften | Nairobi          | 2.               | Weitsprung       | 7,79 m           |
| 2018             | U20-Weltmeisterschaften | Tampere          | 15.              | Weitsprung       | 7,36 m           |
| 2018             | Olympische Jugendspiele | Buenos Aires     | 1.               | Weitsprung       | 7,89 m           |
| 2021             | Olympische Sommerspiele | Tokio            | 24.              | Weitsprung       | 7,69 m           |

## Persönliche Bestleistungen
Freiluft
- Weitsprung: 8,35 m, 23. Juni 2024, Guadalajara

Halle
- Weitsprung: 8,01 m, 7. März 2022, Belgrad